# Браунсвилл (город, Миннесота)
Браунсвилл (англ. Brownsville) — город в округе Хьюстон, штат Миннесота, США. На площади 5 км² (4,6 км² — суша, 0,4 км² — вода), согласно переписи 2002 года, проживают 517 человек. Плотность населения составляет 111,6 чел./км².
- Телефонный код города — 507
- Почтовый индекс — 55919
- FIPS-код города — 27-08218[1]
- GNIS-идентификатор — 0640547[2]